# Jökulhæð
Jökulhæð är en bergstopp i republiken Island. Den ligger i regionen Austurland, 400 km öster om huvudstaden Reykjavík. Toppen på Jökulhæð är 1 141 meter över havet.
Trakten runt Jökulhæð är nära nog obefolkad, med mindre än två invånare per kvadratkilometer. Närmaste större samhälle är Djúpivogur, omkring 18 kilometer sydost om Jökulhæð. Trakten runt Jökulhæð består i huvudsak av gräsmarker.